# Chiltepec (Sección Pénjamo)
Chiltepec (Sección Pénjamo) es una colonia del municipio de Paraíso ubicado en la subregión de la Chontalpa del estado mexicano de Tabasco.

## Historia
La localidad era conocida como Pénjamo hasta el 15 de abril de 2015 cuando cambió a su nombre actual.

## Geografía
La localidad se ubica a 13.3 kilómetros (en dirección este) de la localidad de Paraíso, la cabecera y lugar más poblado del municipio. Se sitúa en las coordenadas geográficas 18°26′05″N 93°05′35″O / 18.434722, -93.093056, a una elevación de 3 metros sobre el nivel del mar.

## Demografía
Según el Conteo de Población y Vivienda 2020, efectuado por el Instituto Nacional de Estadística y Geografía, la localidad de Chiltepec (Sección Pénjamo) tiene 1,966 habitantes, de los cuales 957 son del sexo masculino y 1,009 del sexo femenino. Su tasa de fecundidad es de 2.24 hijos por mujer y tiene 559 viviendas particulares habitadas.
| Gráfica de evolución demográfica de Chiltepec (Sección Pénjamo) entre 1980 y 2020 |
|                                                                                   |
| INEGI.                                                                            |